# Староюгино
Старою́гино (рос. Староюгино) — село у складі Каргасоцького району Томської області, Росія. Входить до складу Новоюгинського сільського поселення.

## Населення
Населення — 531 особа (2010; 702 у 2002).
Національний склад (станом на 2002 рік):
- росіяни — 84 %
- селькупи — 6 %
- німці — 5 %